# Драчево
Дра́чево (болг. Драчево) — село в Бургаській області Болгарії. Входить до складу общини Средець.

## Населення
За даними перепису населення 2011 року у селі проживали 443 особи.
Національний склад населення села:
| Національність   | Кількість осіб | Відсоток |
| ---------------- | -------------- | -------- |
| болгари          | 280            | 63,5%    |
| цигани           | 160            | 36,3%    |
| інша             | 0              | 0%       |
| Всього відповіли | 441            |          |

Розподіл населення за віком у 2011 році:
Динаміка населення: